# 太空飛行模擬器遊戲
太空飛行模擬器遊戲是一種模擬太空飛行（飛行模擬器）的模擬遊戲，玩家通過此類遊戲可以體驗太空飞行、太空探索以及太空作戰，玩家還能控制太空船。自從個人计算机顯卡性能飛速發展後，太空飛行模擬器遊戲開始逐漸流行。